# Olympia (Manet)
Olympia és una pintura a l'oli realitzada per Édouard Manet el 1863 i actualment pertany al museu d'Orsay de París.
Després del clamor provocat per El dinar campestre, Manet va esperar dos anys abans de sotmetre Olympia al judici del públic; el quadre va ser acceptat al Saló de 1865, però la reacció general fou encara més violenta. «Una dona goril·la», va comentar amb burla un crític. «La dama de piques sortint del bany», va assenyalar un altre. En realitat, el principi inspirador del quadre era anàleg al de El dinar campestre; en aquest cas Manet va prendre com a referència per a la seva creació La Venus d'Urbino, de Ticià, de la que havia fet una còpia en la seva joventut durant una estada a Florència, i la va transformar en actual utilitzant com a model Victorine Meurent, que havia posat també per a El dinar campestre.
Elements formals o característiques
- A l'escena es veu una dona nua que mira directa i provocativament als espectadors. És contrastada, juntament amb els llençols i els coixins, pel fons fosc ressaltant així l'atmosfera d'íntima sensualitat. En segon pla es veu una dona negra portant un ram de flors amb el rostre gairebé imperceptible sobre el fons fosc, que contrasta amb els tons clars de la seva vestimenta oriental.
- Igual que a El berenar campestre, destaca el contrast de colors: la claredat de les teles del divan i la pell nua, d'una banda, i el fons fosc amb cortinatges verds, de l'altra.
- La il·luminació que utilitza Manet en l'obra també és semblant a la de El berenar campestre, amb una potent llum frontal que il·lumina al personatge principal, que no admet ombres.
- Les persones estan disposades al quadre triangularment (la dona nua ajaguda i la dona negra plantada) utilitzant com a base dels triangles el llit. El quadre està partit per la meitat amb una línia vertical daurada en segon pla que separa a les dues dones.
- L'equilibri de l'obra està en la diagonal que va de la cantonada superior esquerra fins a la cantonada inferior dreta; la diagonal crea una harmonia entre la part inferior, que està il·luminada, i la part superior, que és fosca. A més, la dona negra, amb el ram de flors i el seu vestit, evita que hi hagi una brusca separació de colors. El punt de fuga és la mà de la dona nua ajaguda al llit. Va ser precisament aquesta transposició moderna el principal motiu d'escàndol; els visitants del Saló estaven acostumats a veure nus de divinitats o figures al·legòriques, però el quadre de Manet era massa realista, i el mateix títol -Olympia era el nom donat a les prostitutes a les novel·les de l'època- no deixava dubtes sobre la professió de la dona. A més, darrere del divan una serventa sosté un ram de flors, el regal que els clients oferien a les prostitutes d'elevada categoria.